# Tanytarsus tamaundecimus
Tanytarsus tamaundecimus är en tvåvingeart som beskrevs av Sasa 1980. Tanytarsus tamaundecimus ingår i släktet Tanytarsus och familjen fjädermyggor. Inga underarter finns listade i Catalogue of Life.